# Вайда Тарас Степанович
Вайда Тарас Степанович (нар. 10.03.1967 в с. Заболотівці, Жидачівського району, Львівської області) — український науковець, доцент кафедри спеціальної фізичної та вогневої підготовки Херсонського факультету Одеського державного університету внутрішніх справ (ОДУВС), кандидат педагогічних наук, доцент.
Сфера наукових інтересів: проблеми педагогіки вищої школи МВС, професійна підготовка працівників Національної поліції, автомобільна, вогнева підготовка правоохоронців.

## Життєпис
Закінчив Херсонський державний університет у 1992 р.
У 1998 р. захистив дисертацію на тему "Формування екологічної культури студентів педвузів засобами туристсько-краєзнавчої діяльності"

## Творчий доробок
Автор понад 400 наукових та навчально-методичних праць.
- Вайда Т. С. Долікарська допомога: навч. посіб. : для курсантів, студентів та слухачів закл. вищ. освіти МВС України / Тарас Степанович Вайда ; Одес. держ. ун-т внутрішніх справ. — Херсон: Олді-Плюс, 2019. — 872 с.
- Т. Вайда, Н. Шахман, В. Маковій. Основи керування автомобілем і безпека дорожнього руху. Методика проведення занять з автомобільної підготовки. Харків: Харків юридичний, 2012. — 515 с.
- Т. Вайда. Професійна етика водія та культура водіння. Методика проведення занять з автомобільної підготовки. Харків: Харків юридичний, 2013. — 264 с.